# SLR Krzemionki
SLR Krzemionki (Stacja Linii Radiowych Krzemionki) – betonowa wieża RTV (wieża SLR) o wysokości 62 metrów zlokalizowana / znajdująca się w południowo-środkowej części Krakowa, na prawym brzegu Wisły w dzielnicy Dzielnica XIII Podgórze  na wapiennych wzgórzach Krzemionek Podgórskich w województwie małopolskim. Właścicielem obiektu jest spółka EmiTel sp. z o.o.

## Transmitowane programy

### Programy radiowe
| LP | Program                          | Właściciel                                         | Częstotliwość | Moc nadajnika |
| -- | -------------------------------- | -------------------------------------------------- | ------------- | ------------- |
| 1  | Radio Zet Chilli Warszawa/Kraków | Eurozet Radio Sp. z o.o.                           | 93,70 MHz     | 1 kW          |
| 2  | Radio Wnet                       | Radio WNET Sp. z o.o.                              | 95,20 MHz     | 0,1 kW        |
| 3  | Program IV Polskie Radio 24      | Polskie Radio S.A.                                 | 97,20 MHz     | 0,4 kW        |
| 4  | Antyradio                        | ZET Premium Sp. z o.o.                             | 101,00 MHz    | 1 kW          |
| 5  | Radio Zet Gold 101,3 FM          | Przedsiębiorstwo Usługowo-Handlowe HITT Sp. z o.o. | 101,30 MHz    | 1 kW          |
| 6  | Polskie Radio Program II         | Polskie Radio S.A.                                 | 102,00 MHz    | 1 kW          |
| 7  | Tok FM                           | INFORADIO Sp. z o.o.                               | 102,90 MHz    | 3 kW          |
| 8  | Muzo.fm                          | Radio PiN S.A.                                     | 104,90 MHz    | 0,25 kW       |

### Programy telewizyjne - cyfrowe
| Skład Multipleksu                                                                   | Częstotliwość | Kanał | Moc Nadajnika | Polaryzacja | Kompresja | Modulacja | Charakterystyka Anteny |
| ----------------------------------------------------------------------------------- | ------------- | ----- | ------------- | ----------- | --------- | --------- | ---------------------- |
| MUX 3 - TVP1 HD - TVP2 HD - TVP3 Kraków - TVP Historia - TVP Sport HD - TVP Info HD | 482,00 MHz    | 22    | 2,9 kW        | pozioma     | MPEG-4    | 64-QAM    | Dookólna               |

## Programy telewizyjne już nie nadawane
Programy telewizji analogowej wyłączono 20 maja 2013 roku.
| LP | Program | Właściciel            | Częstotliwość | Kanał | Moc nadajnika |
| -- | ------- | --------------------- | ------------- | ----- | ------------- |
| 1  | TVP2    | Telewizja Polska S.A. | 623,25 MHz    | 40    | 0,1 kW        |